# ハンス・シュローダー
ハンス・シュローダー（Hans Schroeder、1942年 - 2017年4月29日）は、アメリカ合衆国で活動したプロレスラー。出身地はギミックの通りドイツとされる。妻は女子プロレスラーのレイラニ・カイ。
鉄兜にハーケンクロイツのブーツというナチス親衛隊スタイルのヒールとして活躍したが、髪はスキンヘッドではなく（キャリア後期は金髪）、ファイトスタイルもラフ&パワー主体でクロー・ホールドを多用しないなど、バロン・フォン・ラシクやキラー・カール・クラップといった他のドイツ系ギミックのレスラーとは一線を画していた。

## 来歴
アマチュアレスリングを経てハノーバーでプロデビューした後、オーストラリアに渡ったとされる。以降、1964年から1970年代前半にかけて豪州マットを主戦場に活動、マーク・ルーインやスパイロス・アリオンとも対戦した。1972年8月、ジャイアント馬場離脱後の日本プロレスに初来日。翌1973年6月には全日本プロレスに来日している。
1974年10月よりニューヨークのWWWFに参戦し、ヒールのミッドカード要員として、ゴリラ・モンスーン、ディーン・ホー、トニー・ガレア、チーフ・ジェイ・ストロンボー、ヘイスタック・カルホーン、ビクター・リベラ、パット・バレット、ドミニク・デヌーチ、イワン・プトスキーなどと対戦。タッグでは同様のポジションにいたジョー・ノボとのコンビで活動したほか、キラー・コワルスキーのパートナーにも起用された。
1975年夏、カナダのカルガリーにて覆面レスラーのジ・アンダーテイカー（The Undertaker）に一時変身し、翌1976年4月、このギミックで国際プロレスに来日。参戦外国人選手の全員が覆面レスラーという異色のシリーズにおいてエース格を務め、4月13日に茨城県岩瀬町にてラッシャー木村のIWA世界ヘビー級王座に挑戦。3本勝負で1本先取された後、2本目は両者リングアウトとなり、スコアの上では木村が11度目のタイトル防衛に成功したが、この判定を不服として木村は王座を返上。9日後の4月22日、宮城県スポーツセンターにて金網デスマッチで両者間の新王者決定戦が行われ、改めて木村が勝利。試合後に覆面を剥がされて素顔を晒している。
その後、NWAの各テリトリーを転戦し、1977年はフロリダでスティーブ・カーンやジョー・ルダック、ジャック・ブリスコ&ジェリー・ブリスコと抗争。1978年はアマリロ地区にて、ドリー・ファンク・ジュニア、ディック・マードック、リッキー・ロメロ、リップ・ホーク、サイクロン・ネグロ、テッド・デビアスらと対戦。1979年にはテネシーのミッドアメリカ地区でデビッド・シュルツやトージョー・ヤマモトと共闘、マイケル・ヘイズ&テリー・ゴディのファビュラス・フリーバーズやプリンス・トンガとも対戦した。メンフィスのCWAでは覆面レスラーのゲシュタポをパートナーに、ジェリー・ローラー&ビル・ダンディーやテリー・ボールダー&エディ・ボールダーと対戦している。
1980年は妻レイラニ・カイのギミック上の出身地でもあるハワイに登場、3月5日にピーター・メイビアからNWAハワイ・ヘビー級王座を奪取した。同年6月よりダラス地区に参戦して、ケビン、デビッド、ケリーのフォン・エリック兄弟と対戦。10月からはフロリダに戻り、イギリス出身のロード・アルフレッド・ヘイズやロシア人ギミックのニコライ・ボルコフとの反米ユニットで活動。バリー・ウインダムが保持していたTV王座に再三挑戦し、バグジー・マグローやボボ・ブラジルとのランバージャック・マッチも行われた。
1981年10月から1982年1月にかけては再びWWFにて活動、WWFヘビー級王者のボブ・バックランドをはじめ、ペドロ・モラレス、トニー・アトラス、リック・マーテル、パット・パターソンらのジョバーを務めた。その後はコワルスキーが主宰していた東部地区の独立団体IWFに出場。セミリタイア後の1984年はジム・クロケット・プロモーションズの前座試合に出場していた。

## 得意技
- エルボー・ドロップ
- パワースラム
- シュミット式バックブリーカー

## 獲得タイトル
NWAミッドパシフィック・プロモーションズ
- NWAハワイ・ヘビー級王座：1回[20]

NWAミッドアメリカ
- NWA世界6人タッグ王座（ミッドアメリカ版）：1回（w / トージョー・ヤマモト&デビッド・シュルツ）[27]